# Sławomir Rawicz
Sławomir Rawicz (* 1. September 1915 in Pińsk; † 5. April 2004 in Nottingham) war ein polnisch-britischer Soldat und Strafgefangener. Er ist verantwortlich für das Buch "Der lange Weg" (The Long Walk), welches vom Ghostwriter Ronald Downing basierend auf Gesprächen mit Rawicz geschrieben wurde. Das vermeintlich biografische Werk beschreibt seine Inhaftierung sowie die Flucht aus der sowjetischen Kriegsgefangenschaft, die den Protagonisten zu Fuß bis nach Indien führt. Es wurde 1956 in Großbritannien veröffentlicht und weltweit über eine halbe Million Mal verkauft sowie in 25 Sprachen übersetzt. Aufgrund der außergewöhnlichen Geschichte und der Einführung als Schullektüre in Großbritannien, erlangte das Werk eine große Popularität. Im Laufe der Jahre haben jedoch zahlreiche Kritiker die Authentizität und Genauigkeit des Buches in Frage gestellt.

## Leben
Als polnischer Leutnant wurde Sławomir Rawicz 1939 in der Sowjetunion zu 25 Jahren Straflager verurteilt. Laut eigenem Bericht flüchtete er im Frühjahr 1941 mit sechs Mitgefangenen aus einem Gulag-Lager. Angeblich überwanden sie die unglaubliche Strecke von 5000 Kilometern durch die Wüste Gobi, Tibet und den Himalaja und erreichten schließlich im Frühsommer 1942 Indien. Seine Mit-Flüchtlinge wurden nicht identifiziert; außerdem ist seine Aussage der einzige Beweis für das Geschehen. Nach dem Krieg ließ sich Rawicz in Nottingham nieder, wo er bis zu seinem Tod 2004 lebte.
In einem 2006 veröffentlichten Artikel der BBC von Hugh Levinson wird Rawiczs Geschichte sowjetischen Dokumenten gegenübergestellt, welche belegen, dass dieser 1942 im Zuge einer allgemeinen Begnadigung in ein Flüchtlingscamp in den Iran transportiert wurde. Dies widerspricht den gesamten Schilderungen der Flucht. Neben Rawicz haben andere polnische Überlebende die Leistung des "langen Weges nach Indien" für sich reklamiert. Auch ihre Darstellungen konnten jedoch letztlich nicht verifiziert werden.
Rupert Mayne, ehemaliger Geheimdienstoffizier und zu Kriegszeiten in Indien stationiert, behauptete, er habe 1942 drei Männer interviewt, welche aus Sibirien geflohen seien. Er könne sich aufgrund der Zeitspanne jedoch nicht an Namen erinnern.
Auf Grundlage des Buches wurde 2010 der Film The Way Back – Der lange Weg inszeniert.

## Werk
- The Long Walk: The True Story of a Trek to Freedom, 1956; dt.: Der lange Weg. Meine Flucht aus dem Gulag, Ullstein, Berlin 1999, ISBN 3548332447 (bereits in and. Übersetzung und o. Untertitel bei Scheffler, Frankfurt am Main 1956 und weitere Ausgaben)